# ريجينا شلايشر
ريجينا شلايشر (بالألمانية: Regina Schleicher)‏ (و. 1974  م) هي متسابقة دراجات ألمانية، ولدت في فورتسبورغ.

## سباقات أو مراحل فاز بها
| التاريخ        | السباق                                                             | المركز                                        |
| -------------- | ------------------------------------------------------------------ | --------------------------------------------- |
| 01 يناير 1994  | سباق الطريق للسيدات في بطولة ألمانيا 1994                          | الفائز في التصنيف العام                       |
| 02 يوليو 1995  | طواف إيطاليا للنساء 1995                                           |                                               |
| 26 أغسطس 1995  | 1995 European Road Cycling Championships Women U23 RR              | الفائز في التصنيف العام                       |
| 06 يوليو 1996  | طواف إيطاليا للنساء 1996                                           |                                               |
| 25 أبريل 1998  | 1998 Gran Premio della Liberazione - women's race                  |                                               |
| 05 مارس 2000   | Gran Premio Brissago - Lago Maggiore 2000                          |                                               |
| 01 سبتمبر 2000 | Albstadt-Frauen-Etappenrennen 2000                                 |                                               |
| 03 سبتمبر 2000 | Tour of Nuremberg Women 2000                                       | الفائز في التصنيف العام                       |
| 11 مارس 2001   | GP Citta' di Castenaso 2001                                        |                                               |
| 25 أبريل 2001  | 2001 Gran Premio della Liberazione - women's race                  |                                               |
| 03 أغسطس 2001  | Trophée International 2001                                         |                                               |
| 01 يناير 2002  | سباق الطريق للسيدات في بطولة ألمانيا 2002                          |                                               |
| 10 مارس 2002   | GP Citta' di Castenaso 2002                                        |                                               |
| 01 أبريل 2002  | تروفيو ألفريدو بيندا كومون دي سيتيجليو 2002                        |                                               |
| 21 أبريل 2002  | Gran Premio Castilla y León 2002                                   | الفائز في التصنيف العام                       |
| 26 مايو 2002   | Tjejtrampet 2002                                                   |                                               |
| 24 أغسطس 2002  | Grand Prix de Plouay féminin 2002                                  | الفائز في التصنيف العام                       |
| 15 سبتمبر 2002 | Rotterdam Tour 2002                                                |                                               |
| 09 مارس 2003   | GP Citta' di Castenaso 2003                                        |                                               |
| 22 مارس 2003   | Primavera Rosa 2003                                                |                                               |
| 13 يوليو 2003  | طواف إيطاليا للسيدات 2003                                          | الأول في تصنيف النقاط، الثامن في تصنيف الجبال |
| 19 يوليو 2003  | Gran Premio di Cento-Carnevale d'Europa 2003                       | الفائز في التصنيف العام                       |
| 10 أغسطس 2003  | Tour de Bochum 2003                                                |                                               |
| 14 مارس 2004   | Trofeo Costa Etrusca I 2004                                        |                                               |
| 26 يونيو 2004  | سباق الطريق للسيدات في بطولة ألمانيا 2004                          |                                               |
| 25 أبريل 2005  | 2005 Gran Premio della Liberazione - women's race                  | الفائز في التصنيف العام                       |
| 05 يونيو 2005  | Liberty Classic 2005                                               |                                               |
| 26 يونيو 2005  | سباق الطريق للسيدات في بطولة ألمانيا 2005                          | الفائز في التصنيف العام                       |
| 24 سبتمبر 2005 | 2005 سباق الطريق للسيدات في بطولة العالم لسباق الدراجات على الطريق | الفائز في التصنيف العام                       |
| 16 أبريل 2006  | تروفيو ألفريدو بيندا كومون دي سيتيجليو 2006                        | الفائز في التصنيف العام                       |
| 11 يونيو 2006  | Liberty Classic 2006                                               | الفائز في التصنيف العام                       |
| 15 يوليو 2006  | Gran Premio di Cento-Carnevale d'Europa 2006                       | الفائز في التصنيف العام                       |
| 10 سبتمبر 2006 | Tour of Nuremberg Women 2006                                       | الفائز في التصنيف العام                       |
| 12 أبريل 2007  | Drentse 8 van Dwingeloo 2007                                       | الفائز في التصنيف العام                       |
| 10 يونيو 2007  | Liberty Classic 2007                                               |                                               |
| 25 أبريل 2008  | 2008 Gran Premio della Liberazione - women's race                  | الفائز في التصنيف العام                       |
| 28 يونيو 2009  | سباق الطريق للسيدات في بطولة ألمانيا 2009                          |                                               |

## روابط خارجية
- ريجينا شلايشر على موقع الاتحاد الدولي للدراجات (الإنجليزية)
- ريجينا شلايشر على موقع أرشيف الدراجات (الإنجليزية)
- ريجينا شلايشر على موقع إحصائيات الدراجات الإحترافية (الإنجليزية)
- ريجينا شلايشر على موقع نسبة الدراجات (الإنجليزية)
- ريجينا شلايشر على موقع CycleBase (الإنجليزية)